# Србице (Теплице)
Србице (чеш. Srbice) је насељено мјесто са административним статусом сеоске општине (чеш. obec) у округу Теплице, у Устечком крају, Чешка Република.

## Историја
У месту је 1854. године живело 101 породица, које су располагале са 356 јутара 130 хвати.

## Становништво
Према подацима о броју становника из 2014. године насеље је имало 340 становника.